# Androussovo
Androussovo est un bourg de Russie situé dans l'oblast de Smolensk.
Y fut signé en 1667 la trêve d'Androussovo, où la Pologne abandonnait à la Russie Smolensk, le Duché de Sévérie, Tchernigov et l'Ukraine jusqu'au Dniepr mais gardait la Livonie, les palatinats de Polotsk et de Vitebsk.

## Source
- Dezobry et Bachelet, Dictionnaire de biographie, t.1, Ch.Delagrave, 1876, p.89